# John Petersen (piłkarz farerski)
John Petersen (ur. 22 kwietnia 1972 w Thorshavn na wyspie Streymoy) – piłkarz pochodzący z Wysp Owczych, grający na pozycji napastnika.

## Kariera klubowa
Petersen pochodzi ze stolicy Wysp Owczych, Thorshavn. Piłkarską karierę zaczynał w jednym z klubów tego miasta o nazwie B36 Tórshavn. W barwach B36 zadebiutował dość późno, bo w wieku 21 lat. Po roku gry odszedł jednak do innego klubu, będącego wówczas mistrzem Formuladeildin, GÍ Gøta, leżącego na wyspie Eysturoy. Akurat w tym czasie gdy Petersen grał w GÍ, klub ten osiągał największe sukcesy w swojej historii i John w latach 1994–1996 wywalczył z zespołem trzy kolejne tytuły mistrza Wysp Owczych, a w 1994 roku z 21 golami na koncie został królem strzelców ligi. Zresztą rok w rok Petersen był jednym z najskuteczniejszych zawodników na wyspach i prawie zawsze zdobywał przynajmniej 10 bramek w sezonie. Tak było również w B36, do którego powrócił w 1997 roku i znacznie przyczynił się do wywalczenia po 35 latach przerwy kolejnego tytułu mistrza kraju dla drużyny z Thorshavn. Popisywał się także skutecznością i tak w roku 1997 zdobył 16 goli, w 1998 – 17, a w 1999 – znów 16. W 2000 roku opuścił rodzinne Wyspy Owcze i wyjechał do Islandii i został piłkarzem tamtejszego Leiftur. Klub ten jednak grał słabo i na koniec sezonu zajął ostatnie miejsce zostając zdegradowany z Landsbankadeild. Petersen zagrał w 15 meczach i zdobył tylko 5 goli, co jak na niego nie było dobrym wynikiem. W 2001 roku powrócił więc na wyspy i ponownie został graczem B36, z którym znów został mistrzem wyspiarskiej ekstraklasy. W mistrzowskim sezonie zdobył 16 bramek. W 2002 roku zdobył ich 15, ale tym razem stołeczny klub zagrał dużo słabiej i zakończył ligę na 5. miejscu. W B36 John grał do końca roku 2004, ale nie osiągał już takich sukcesów jak wcześniej. Zimą 2005 wyjechał do Danii i podpisał kontrakt z klubem Holstebro BK grającym w duńskiej 3 lidze, okręgu zachodnim. Następnie grał w farerskim B68 Toftir i duńskim Skive IK, w którym zakończył karierę zawodniczą.

## Kariera reprezentacyjna
W reprezentacji Wysp Owczych Petersen zadebiutował w 1995 roku. Przez lata był jej podstawowym zawodnikiem i najczęściej grywał w ataku z najbardziej znanymi wyspiarskimi piłkarzami, takimi jak Uni Arge czy Todi Jónsson. Zapamiętany był zwłaszcza mecz rozegrany 7 września 2002 z reprezentacją Szkocji, gdy Wyspiarze zremisowali 2:2, a oba gole dla nich strzelił właśnie John Petersen. Ostatnią bramkę w kadrze Petersen zdobył 18 sierpnia 2004 w wygranym 3:2 sparingu z Maltą. W 2004 roku zakończył reprezentacyjną karierę. Przez 9 lat gry w kadrze rozegrał w niej 57 meczów i zdobył 6 goli.

## Sukcesy
- Mistrzostwo Wysp Owczych: 1994, 1995, 1996 z GÍ, 1997, 2001 z B36
- Król strzelców Formuladeildin: 1994
- 57 meczów, 6 goli w reprezentacji Wysp Owczych